# Operazioni aeree sul fronte italiano (1914-1918)
Le Operazioni aeree sul fronte italiano durante la prima guerra mondiale videro contrapposti i servizi aerei dell'Intesa e dagli Alleati sia sul fronte terrestre che sul mare. Inizialmente, a causa della neutralità italiana, le operazioni furono limitate a pattugliamenti degli idrovolanti austro-ungarici sull'Adriatico, poiché i mezzi Alleati non avevano basi avanzate o l'autonomia necessaria per operare dalla base di Malta.
Con l'entrata in guerra dell'Italia al fianco degli Alleati, arrivarono in Italia anche reparti di volo stranieri, tra cui reparti di caccia terrestri inglesi e francesi, ed un reparto della United States Navy basato inizialmente su una scuola di volo sul lago di Bolsena e poi su un reparto operativo sulla neocostituita Naval Air Station di Porto Corsini.

## Gli austro-ungarici
Gli austro-ungarici iniziarono il conflitto con un servizio di aeronautica navale più attrezzato ed addestrato di quello italiano, con sessantaquattro idrovolanti efficienti e moderni, ventuno ufficiali e otto sottufficiali piloti usciti dalla scuola di pilotaggio di Pola-Santa Caterina, che all'inizio delle ostilità poterono operare praticamente incontrastati. Pertanto utilizzarono fin dal primo giorno i loro idrovolanti per ricognizione e bombardamento di basi italiane; nello specifico il 24 maggio 1915 un reparto di 3 idrovolanti Lohner L (L40, L47 e L46) a supporto del Gruppe A della squadra da battaglia doveva attaccare l'idroscalo di Jesi, mentre gli idrovolanti E35, L44 e L48 dovevano colpire Venezia.
Spesso gli aerei operarono con appoggio di navi da guerra incaricate anche di recuperare i piloti abbattuti in mare, visto che già il terzo giorno di guerra il comandante della stazione navale di Santa Caterina, nei pressi di Pola, Linienschiffslieutnant (tenente di vascello) Wenzel Woseček, venne catturato nei pressi di Comacchio con il suo aereo Lohner L.40 per una avaria. Woseček aveva programmato una incursione su Venezia con sei idrovolanti Loehner al suo comando ma solo tre riuscirono a decollare senza problemi; dopo uno scambio di colpi di mitragliatrice con una nave pattuglia italiana, alle 22 i tre aerei bombardarono l'Arsenale, le navi ormeggiate a Riva degli Schiavoni ed il forte San Nicolò, provocando l'esplosione di una polveriera, contrastati dalla reazione parzialmente efficace della contraerea. L'aereo di Woseček, l'L.40, invece di rientrare si diresse a sud verso il delta del Po dove fu costretto ad ammarare per una avaria al motore. Segnalato da due Guardie di Finanza, l'equipaggio composto da due uomini (Woseček e l'osservatore guardiamarina Bachich) distrusse le apparecchiature ed i documenti che potevano essere utili e si consegnò. In seguito l'aereo venne riparato e copiato in serie divenendo il primo idrovolante italiano realmente efficiente, il Macchi L.1. Dopo la cattura Woseček rivelò diverse informazioni utili, soprattutto sull'esito dell'attacco a Porto Corsini del primo giorno di guerra; dopo un primo tentativo fallito, riuscì ad evadere e tornare tra le sue linee, ma da allora ai comandanti delle stazioni aeree venne proibito di volare in missioni operative.

## L'ampliamento della forza aerea italiana

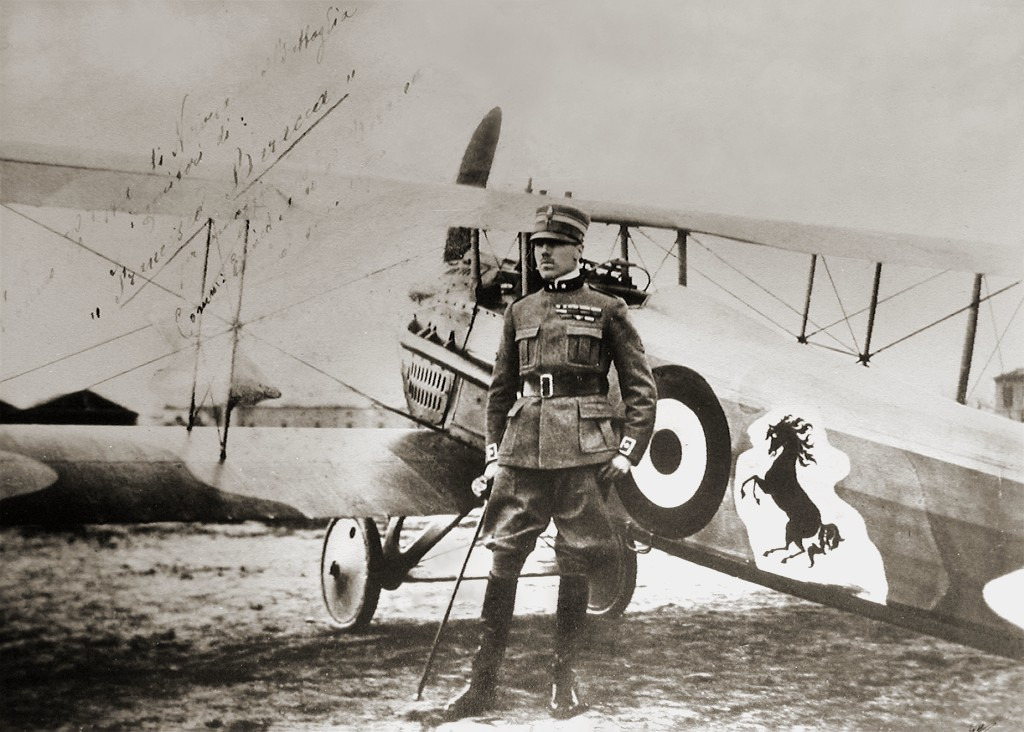
Francesco Baracca accanto al suo aereo da caccia SPAD S.XIII

Quando allo scoppio del conflitto l'Italia si dichiarò neutrale, ebbe subito inizio un intenso programma di addestramento e riorganizzazione dei reparti aerei del Regio Esercito, che furono inquadrati nel Corpo Aeronautico Militare (CAM) anche se, proprio a causa della sua tardiva entrata in guerra, l'aeronautica non poté beneficiare fin dall'inizio dei progressi tecnici in campo aviatorio che invece avevano interessato gli altri paesi. Le 15 squadriglie divise in tre gruppi che componevano il CAM vennero distribuite tra la 2ª e la 3ª Armata e a difesa della città di Pordenone, mentre la sezione idrovolanti in seno alla marina fu schierata lungo la costa adriatica, ma l'aviazione navale era numericamente inconsistente, con sette velivoli di base a Venezia dei quali solo tre efficienti, e altri quattro a Porto Corsini dei quali due funzionanti; due Curtiss Flying Boat erano in fase di montaggio a Pesaro. Alla data della terza battaglia dell'Isonzo però la forza aerea subì dei grossi cambiamenti: la crescente necessità di velivoli per ricognizione e bombardamento portò un incremento della forza complessiva del CAM, che arrivò a contare 35 squadriglie dotate dei più moderni aerei di progettazione italiana e francese.
Più o meno verso la fine del 1917 il CAM subì un'ulteriore riorganizzazione dotandosi di una struttura di comando semplificata, che rifletteva le accresciute dimensioni e l'importanza assunte dal servizio aereo. Adesso ciascuna delle armate italiane possedeva un proprio reparto di volo, mentre il comando supremo disponeva di una unità aerea autonoma incaricata di effettuare missioni di ricognizione a lungo raggio e di bombardamento dalla regione di Udine a supporto delle operazioni di terra sul fronte dell'Isonzo. In termini generali il CAM, nei primi mesi del 1917, giunse a schierare 62 squadriglie, dodici delle quali erano ora incaricate di compiti da caccia ed equipaggiate con monoposto Nieuport costruiti su licenza dalla Macchi. La forza aerea intervenne in appoggio alle operazioni sull'Isonzo e la Bainsizza, mentre i bombardieri Caproni attaccarono più volte l'arsenale di Pola in agosto e la base navale di Cattaro in ottobre.
Al momento della battaglia di Caporetto erano state organizzate altre 15 squadriglie caccia che, nonostante la disfatta che costrinse i reparti dell'aviazione a ripiegare e abbandonare molti mezzi e materiali, crebbero ancora di numero nel corso del conflitto, tanto che al momento dell'armistizio la forza caccia italiana era di 75 squadriglie in tutto (delle quali facevano parte tre squadriglie francesi e quattro britanniche). Al termine del conflitto, la forza aerea del CAM era in costante aumento: i reparti aerei in prima linea potevano contare su 1 758 velivoli e mentre nel 1915 l'industria bellica italiana sfornò solo 382 aerei e 606 motori aeronautici, nel 1918 i velivoli prodotti furono 6 488 mentre i motori ben 14 840.

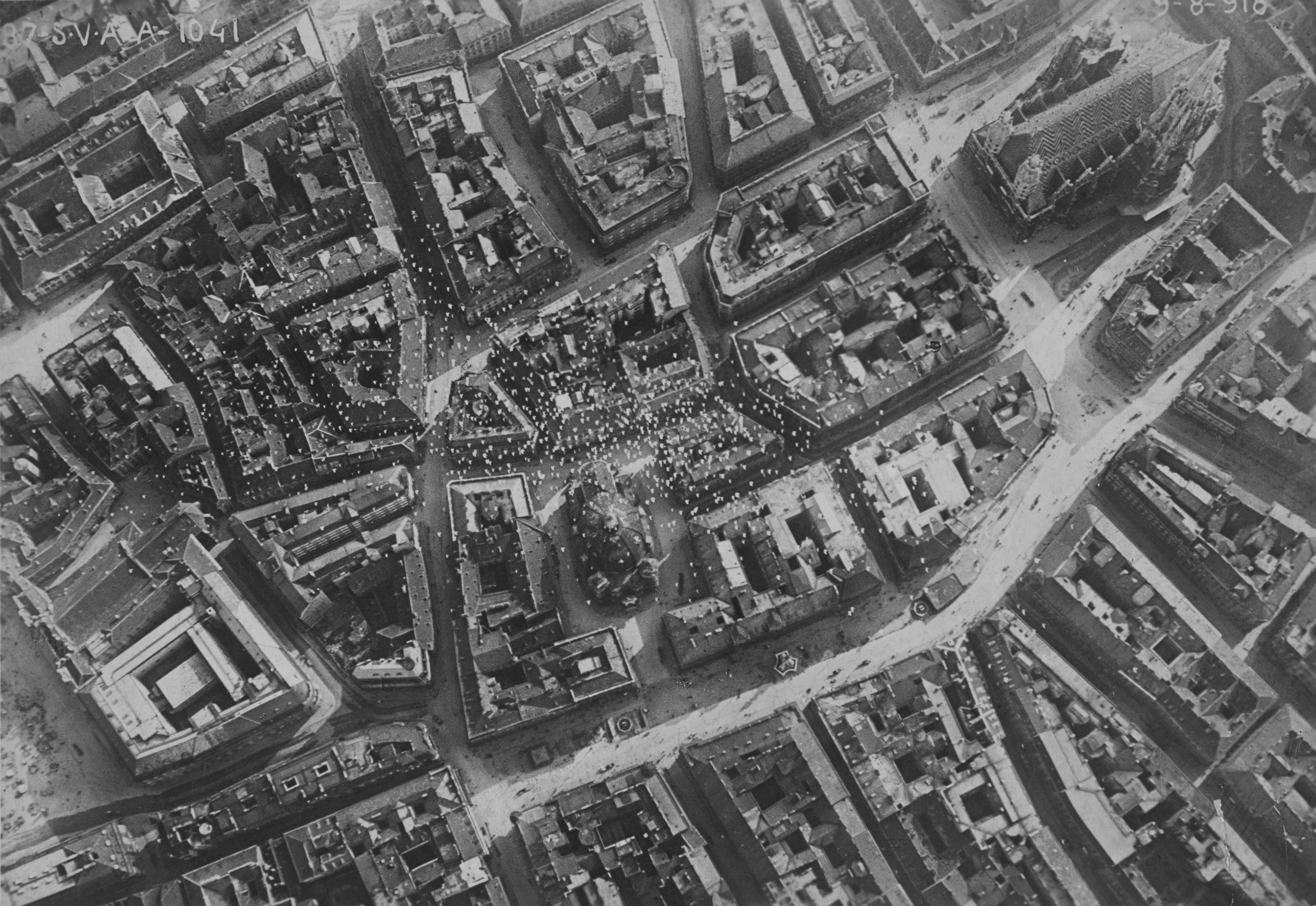
Gli SVA lanciarono manifestini alla quota di 800 metri. In alto a destra è individuabile la cattedrale di santo Stefano.

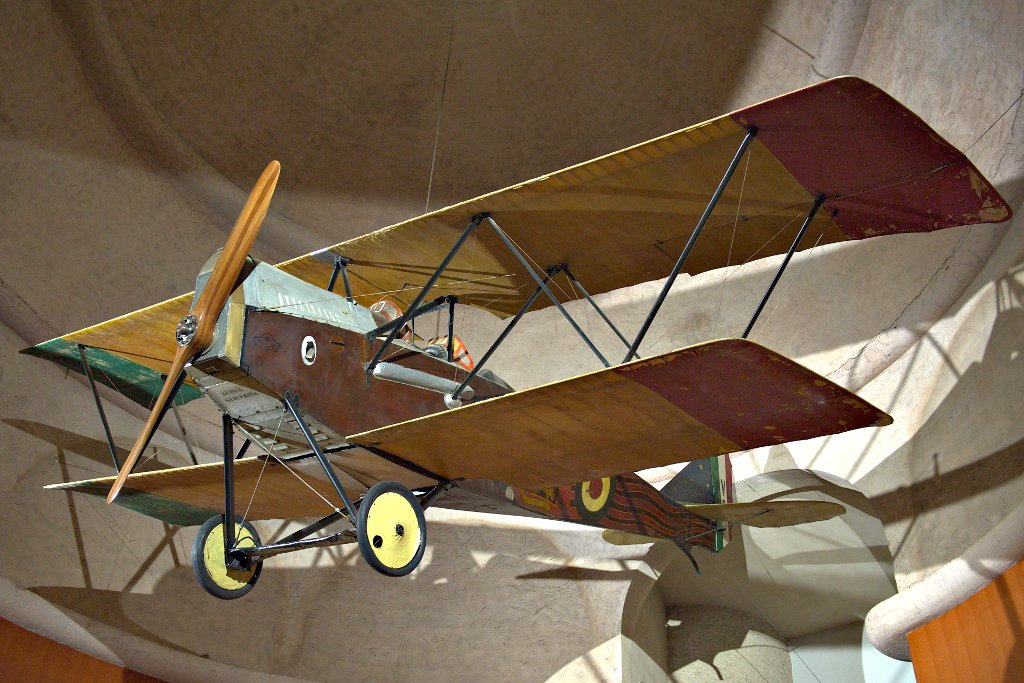
Lo SVA di D'Annunzio conservato al Vittoriale

L'impresa più nota delle forze aeree Alleate sul fronte italiano fu di certo il volo su Vienna del 9 agosto 1918, compiuto da 11 Ansaldo S.V.A. dell'87ª Squadriglia Aeroplani, detta la Serenissima. Dieci erano monoposto, tra S.V.A.5 e S.V.A.9, pilotati da Antonio Locatelli, Girolamo Allegri detto Fra' Ginepro, Ludovico Censi, Aldo Finzi, Piero Massoni, Giordano Bruno Granzarolo, Sarti, Francesco Ferrarin, Masprone e Contratti. L'ultimo era un biposto S.V.A.10 modificato a posto per questa missione e pilotato dal Capitano Natale Palli, con il Maggiore Gabriele D'Annunzio nell'abitacolo anteriore.

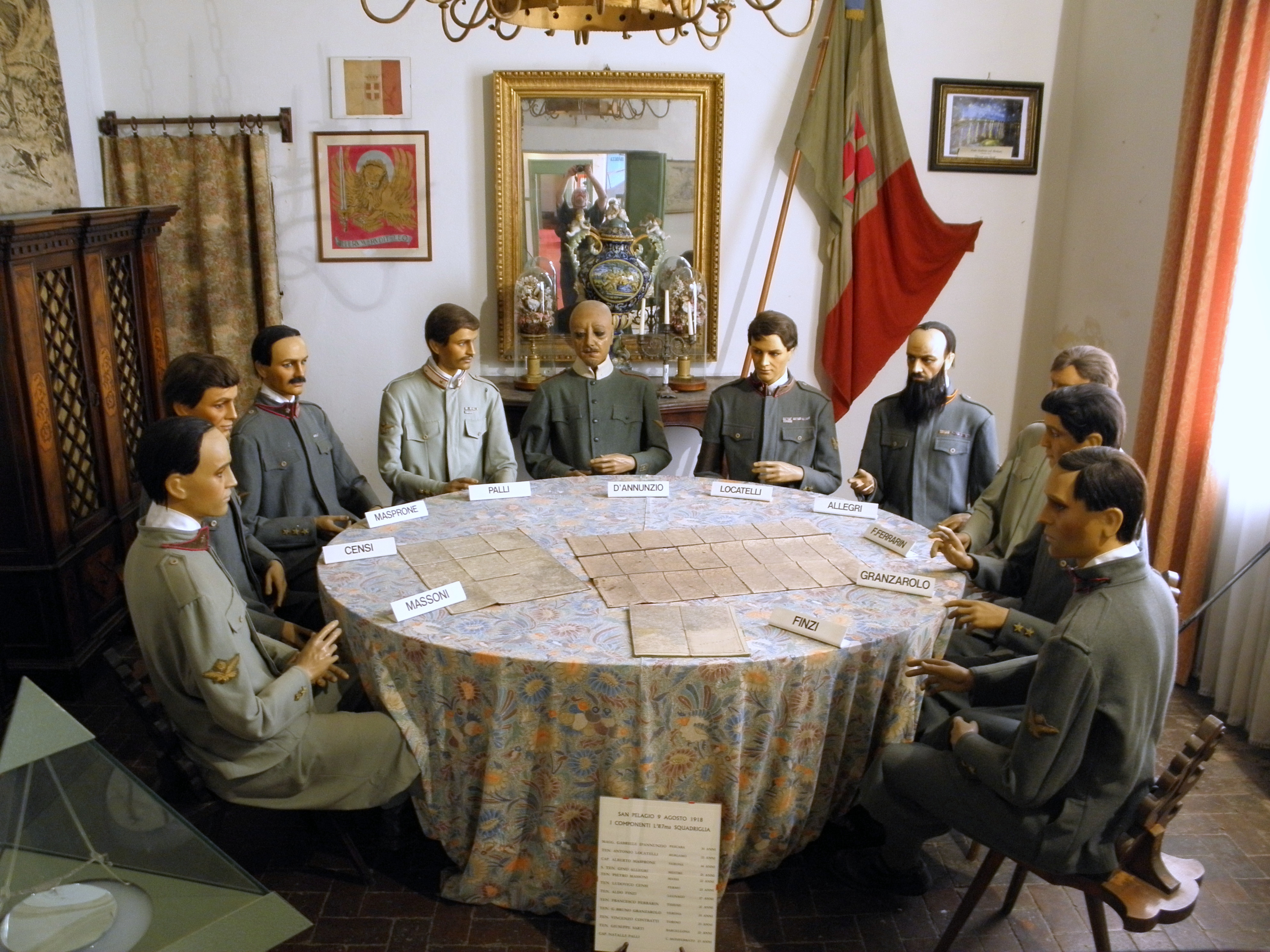
Museo dell'aria e dello spazio, San Pelagio, Due Carrare: la "Sala D'Annunzio", ricostruzione delle fasi di pianificazione al volo su Vienna.

Il volo era stato progettato dallo stesso D'Annunzio, più di un anno prima, ma difficoltà tecniche, legate soprattutto al problema dell'autonomia degli apparecchi per un volo di mille chilometri, avevano indotto il Comando supremo militare italiano dapprima a negare il consenso e poi a ordinare delle prove di collaudo. Il 4 settembre del 1917 D'Annunzio aveva compiuto un volo di dieci ore senza particolari problemi, così l'autorizzazione necessaria all'impresa venne concessa a patto che non venisse sganciato alcun carico bellico.
Ma le forze aeree italiane erano già dotate di mezzi aerei con prestazioni, per l'epoca, di avanguardia, come il bombardiere Caproni Ca.32 e la sua evoluzione Caproni Ca.33, che equipaggiarono non solo le forze aeree italiane ma anche quelle francesi.
Con questi velivoli il 23 luglio 1915 la 1ª Squadriglia Caproni venne costituita sull'aviosuperficie di Campo della Comina a Pordenone, e venne impiegata il 20 agosto successivo con un'azione contro l'aviosuperficie austriaca di Aisovizza. Già da questa azione emersero le qualità di buon incassatore del velivolo, visto che durante il ritorno i velivoli vennero colpiti da schegge di shrapnel della contraerea, ma non ebbero problemi a tornare alla base.
Gli ultimi Ca.32 del primo lotto di 12 esemplari vennero consegnati nell'ottobre dello stesso anno, nel frattempo veniva emesso un secondo ordine di 12 velivoli. Tale ordine venne ben presto portato a 36 e infine a 106 esemplari.
La 1ª Squadriglia effettuò oltre 20 azioni con i trimotori Caproni durante il 1915. Tra il 1915 ed il 1916 venivano costituite altre quattro squadriglie, delle quali due inquadrate nel IV Gruppo da bombardamento e le alte due nell'XI Gruppo da bombardamento. I due gruppi disponevano alla fine del 1916 di circa 40 velivoli.
L'attività dei reparti andò crescendo con il protrarsi del conflitto. Particolarmente significativa fu l'incursione sul porto ed i cantieri navali di Fiume nell'estate del 1916. Per la prima volta nella storia dell'aviazione militare si assistette ad un'azione di massa con il raduno in volo di bombardieri provenienti da diversi campi di aviazione. Furono impiegati 24 trimotori su tre ondate. Oltre a queste azioni di natura strategica i trimotori Caproni vennero impiegati in azioni di bombardamento contro le retrovie nemiche, sia sul fronte dell'Isonzo (agosto 1916), che in quello del Carso (settembre-ottobre 1916).
Il 6 gennaio 1917 venne compiuta la prima azione di bombardamento notturno, contro la stazione ferroviaria di Nabresina. L'attacco ebbe successo grazie alla rabbiosa azione avversaria, furono proprio i fuochi della contraerea e i riflettori a consentire l'identificazione degli obiettivi militari da parte dell'equipaggio.
Nella primavera del 1917 i Ca.32 iniziarono ad essere affiancati in servizio dai Ca.33.
Nel giugno 1918 venne effettuato il bombardamento di Pola da parte di una forza di attacco che raggruppava complessivamente e con diversi compiti ottanta velivoli. Gli oltre venti trimotori Caproni provenivano dalle squadriglie 1ª, 2ª, 4ª, 5ª, 6ª, 7ª, 8ª, 9ª, 10ª e 13ª e vennero raggruppate sugli aeroporti di Padova e San Pelagio. Il bombardamento all'alba venne preceduto da una incursione dei due dirigibili M 16 e M 18 che avevano il compito di allertare i difensori e poi farli rilassare dopo il cessato allarme. Di scorta nove SVA della 87ª Squadriglia Serenissima, dei quali tre non parteciparono per guasti al motore. La rotta in mare venne fornita da sette torpediniere della Regia Marina che insieme ad alcuni cacciatorpediniere assicurarono anche il recupero degli eventuali naufraghi.
I Ca.32 francesi trovarono impiego sul fronte occidentale, gli esemplari prodotti in Italia erano inquadrati nelle C.A.P. escadres, quelli costruiti su licenza nelle C.E.P. escadres. Ai due gruppi di bombardamento francesi, in un secondo tempo venne affiancato un corpo di spedizione italiano, il XVIII Gruppo, con tre squadriglie.

## L'aviazione navale della US Navy nell'Adriatico
All'entrata in guerra nel 1917 gli Stati Uniti non possedevano un servizio aereo consistente, ma diversi piloti avevano fatto esperienza in altri eserciti, come quelli che avevano volato con la Escadrille Lafayette N. 124 sul fronte francese; questo reparto diventerà poi il 103º Aero Squadron. Per espandere rapidamente i quadri venne deciso di istruire i nuovi piloti direttamente in Europa. Il 21 dicembre 1917 il contrammiraglio Sims, comandante delle forze navali statunitensi in Europa, incaricò il tenente di vascello pilota John Callan, comandante della United States Naval Air Station Île-Tudy, di individuare delle possibili sedi per una scuola di pilotaggio in Italia. Una missione partì quindi per Roma dove incontrò anche l'allora tenente di vascello Mario Calderara, precursore del volo in Italia. Venne scelta per i piloti dell'US Army la scuola di pilotaggio dell'Esercito a Foggia, dove si addestrò anche l'allora maggiore Fiorello La Guardia, e la stazione idrovolanti del Lago di Bolsena (United States Naval Air Station Bolsena) per i piloti della Marina. Ad essa il 25 luglio 1918 si affiancherà la NAS di Porto Corsini, che utilizzerà la base della 263ª squadriglia italiana trasferita altrove; al comando il tenente di vascello Willis Haviland proveniente dalla Escadrille Lafayette e poi dalla base di Dunkerque (United States Naval Air Station Dunkirk), che scelse i suoi piloti dagli allievi di Bolsena; il simbolo dell'Aviazione Navale statunitense era una capra alata, da cui il nomignolo della base di goat island (isola delle capre).
I piloti vennero addestrati su velivoli italiani, come gli idrocaccia Macchi M.3 e i Macchi L.1, ed impiegati in operazioni sia da soli che in concerto con aerei italiani di base a Venezia. Il 21 agosto 1918 la squadriglia di Porto Corsini venne impegnata in una missione di lancio di volantini su Pola, munita base navale con 114 cannoni antiaerei (nel 1918); i cinque caccia e i due bombardieri si avvicinarono alla città da quote diverse, in quanto i bombardieri non riuscivano a salire oltre gli 8.000 piedi (2.700 m circa) mentre i caccia volavano a 12.000 piedi. Allo sgancio dei volantini gli austriaci iniziarono un fuoco di contraerea e cinque caccia terrestri Albatros D.III si alzarono in volo. Nel duello aereo che ne seguì un Albatros venne abbattuto, ma anche un aereo statunitense venne colpito e costretto ad ammarare a circa 5 miglia dalla costa; il pilota di un altro caccia, guardiamarina Hammann, ammarò e recuperò il collega riuscendo a decollare nonostante l'aumento di peso; tornati alla base, Hammann riuscì ad imboccare correttamente lo stretto canale di Porto Corsini, ma l'aereo si appruò più del consentito e cappottò, ferendo i due piloti che però dopo pochi giorni rientrarono in servizio; ad Hammann venne conferita la Medal of Honor (la prima conferita ad un pilota della marina) ed una medaglia d'argento al valor militare italiana; in seguito gli verranno intitolati due cacciatorpediniere, USS Hammann (DD-412) della classe Sims e USS Hammann (DE-131) della classe Edsall.